# 汉宫春色
《漢宮春色》，是託名东晋时期佚名编制的一部有關汉朝的小說，主要描写了孝惠张皇后的一生，以及关于她的爱情故事和个人生活，此外还描写了张皇后之母鲁元公主。其作者自稱參考了漢高、惠、文、景帝四朝禁中《起居注》，許負《相女經》、《相漢宮后妃記》，及《關中張氏世譜》等漢時遺書。漢宮春色收錄於清朝的《香艷叢書》·五集·卷四。